# محمد توفیق بخشی
محمد توفیق بخشی (متولد ۱۱ مارس ۱۹۸۶) ورزشکارجودو اهل افغانستان است. او در بازی‌های المپیک تابستانی ۲۰۱۶ در ماده ۱۰۰ کیلوگرم مردان شرکت کرد که در آن مرحله اول توسط خورخه فونسکا حذف شد. وی در رژه ملتهای المپیک تابستانی ۲۰۱۶ پرچمدار افغانستان بود.